# Jambu Tonang
Jambu Tonang is een bestuurslaag in het regentschap Padang Lawas Utara van de provincie Noord-Sumatra, Indonesië. Jambu Tonang telt 1637 inwoners (volkstelling 2010).